# 제임스 밀너
제임스 필립 밀너 MBE(James Philip Milner, 1986년 1월 4일 ~ )는 잉글랜드의 축구 선수이다. 현재 프리미어리그의 브라이턴 & 호브 앨비언에서 윙어와 중앙 미드필더로 뛰고 있다.

## 클럽 경력
고향팀인 리즈 유나이티드에서 선수 생활을 시작하여 2002년 16세의 나이로 데뷔하여 골을 기록했고 이는 프리미어리그 최연소 선수 득점 기록이 되었다. 유망주로 주목받던 그는 리즈가 강등되자 뉴캐슬 유나이티드, 애스턴 빌라, 맨체스터 시티를 거쳐 리버풀로 이적해 좋은 모습을 보였고 계약 만료 후 브라이턴 & 호브 앨비언에 입단했다.

## 국가대표팀 경력
잉글랜드의 여러 청소년 대표팀을 거쳐 2009년부터 성인 대표팀에 합류하였고 2010년, 2014년 FIFA 월드컵과 UEFA 유로 2012. UEFA 유로 2016에 참가하였다.

## 기록

### 대회 기록
맨체스터 시티 FC (2010~2015)
- 프리미어 리그 우승: 2011-12, 2013-14
- FA컵 우승: 2010-11
- EFL컵 우승: 2013-14
- 커뮤니티 실드 우승: 2012

리버풀 FC (2015~2023)
- 프리미어 리그 우승: 2019-20
- FA컵 우승: 2021-22
- EFL컵 우승: 2021-22
- FA 커뮤니티 실드 우승: 2022
- UEFA 챔피언스 리그 우승: 2018-19
- UEFA 슈퍼컵 우승: 2019
- FIFA 클럽 월드컵 우승: 2019

### 개인
- PFA 올해의 영 플레이어상: 2009-10
- PFA 프리미어리그 올해의 팀: 2009-10